# وسلوفکا
وسلوفکا (به لاتین: Veselovka) یک منطقهٔ مسکونی در روسیه است که در باشقیرستان واقع شده‌است.